# Great Sand Sea
Great Sand Sea är en öken i Egypten och Libyen. Den ligger 600 km sydväst om Kairo. Arean är 72 000 kvadratkilometer.